# Viktor Ivanov (pintor)
Viktor I. Ivanov (Moscú, 2 de agosto de 1924) es un pintor ruso de larga trayectoria, que se inició en la época del realismo socialista. 

## Biografía
Durante los años de la Segunda Guerra Mundial estudió en la Escuela de Arte de Moscú y el Instituto Surikov, con P. Koshevoi, K. Molchanov, V. Pochitalov, Y. Kugach, A. Osmerkin, A. Gritsai y V. Yakovlev. En 1951 fue elegido miembro de la Unión de Artistas. En 1963 obtiene la medalla de plata de la Academia de las Artes de la Unión Soviética, y a partir de entonces se le otorgan otros premios y condecoraciones; siendo elegido miembro de la Academia en 1988. En 2004 se abrió el Museo o Galería Viktor Ivanov en Ryazan, localidad donde había realizado buena parte de su obra desde 1958.